# Samuel M. Shortridge
Samuel M. Shortridge (Mount Pleasant, 1861. augusztus 3. – Atherton, 1952. január 15.) az Amerikai Egyesült Államok szenátora (Kalifornia, 1921–1933).